# The Show (album de Niall Horan)
 (9 juin 2023).
Pour les articles homonymes, voir The Show.
Albums de Niall Horan
Heartbreak Weather
(2020)
The Show est le troisième album du chanteur irlandais Niall Horan, sorti le 9 juin 2023 sous le label Capitol Records.

## Contexte
Le 15 février 2023, le titre et la date de sortie de l'album sont annoncés sur les réseaux sociaux du chanteur. Lors de la promotion du premier single, il déclare au magazine Rolling Stone : « Ce qui rend cet album incroyablement spécial à mes yeux, c'est qu'il reflète où j'en suis dans ma vie aujourd'hui, en tant que personne, musicien et, bien sûr, auteur-compositeur. Je ne peux pas dire que je ne suis pas un peu nerveux, mais j'espère que vous aimerez toujours cette version de moi quand vous écouterez le nouvel album ». Horan apparaît dans l'émission Late Night with Seth Meyers et explique que le cycle de son dernier album, Heartbreak Weather, a été fortement affecté par une série de restrictions en 2020, ce qui signifie qu'il n'a jamais pu faire la tournée du projet ; « J'ai sorti un album le jour où nous avons appris que nous allions être confinés, hum - certains diront que c'était le bon moment ! La tournée a été annulée [...] J'ai donc attendu que quelque chose se passe, que le courant passe [...] Une fois que c'est arrivé, ça a ouvert une porte pour ce qui est maintenant un produit fini, un disque [...] ».

## Promotion
En février 2023, le chanteur interprète le refrain de Heaven en acoustique lors de son passage au Late Late Show avec James Corden. Il est apparu dans l'émission de Kelly Clarkson et parle du processus d'écriture de la chanson dans lequel il indique avoir été dans un centre d'écriture. Horan apparaît dans le Jonathan Ross Show le 11 mars 2023 et chante son premier single lors de cette émission. Le 15 mai 2023, il interprète Meltdown dans l'émission The Voice.

## Titres
| 1.  | Heaven                  | 3:06 |
| 2.  | If You Leave Me         | 2:59 |
| 3.  | Meltdown                | 3:35 |
| 4.  | Never Grow Up           | 3:29 |
| 5.  | The Show                | 3:11 |
| 6.  | You Could Start A Cult  | 3:20 |
| 7.  | Save My Life            | 2:57 |
| 8.  | On A Night Like Tonight | 3:07 |
| 9.  | Science                 | 2:45 |
| 10. | Must Be Love            | 3:09 |